# Drummondia pursellii
Drummondia pursellii là một loài rêu trong họ Orthotrichaceae. Loài này được Vitt & H.A. Crum mô tả khoa học đầu tiên năm 1968.